# Pandemonic Incantations
Pandemonic Incantations is het derde studioalbum van de Poolse metalband Behemoth.

## Beschrijving
Op dit album verruilde Behemoth het Oud-Slavisch heidendom voor het satanisme en occultisme, waaraan ook op het vierde album Satanica zou worden gerefereerd.

## Tracklist
1. Diableria (The Great Introduction) - 0:49
2. The Thousand Plagues I Witness - 5:16
3. Satan's Sword (I Have Become) - 4:17
4. In Thy Pandemaeternum - 4:50
5. Driven by the Five-Winged Star - 5:05
6. The Past is Like a Funeral - 6:41
7. The Entrance to the Spheres of Mars - 4:45
8. Chwała Mordercom Wojciecha (1997 Dziesięć Wieków Hańby) - 4:48
9. Outro - 0:57